# Lisne (rejon ługański)
Lisne (ukr. Лісне) – osiedle na Ukrainie, w obwodzie ługańskim, w faktycznie niefunkcjonującym rejonie ługańskim, od 2014 pod kontrolą marionetkowej, uzależnionej od Rosji Ługańskiej Republiki Ludowej. W 2001 liczyło 378 mieszkańców, spośród których 175 wskazało jako ojczysty język ukraiński, a 203 rosyjski.